# Чагатайски език
Чагатайският език (جغتای; уйгурски: چاغاتاي Chaghatay; узбекски: ﭼىﻐﺎتوي Chig'atoy) е мъртъв тюркски език, в миналото широко разпространен в Средна Азия. Името Чагатай е свързано с Чагатайското ханство, най-западната част от империята на втория син на Чингиз хан Чагатай хан.
Развива се като литературен език под влиянието на персийския и арабския език и се използва като „lingua franca“ в Средна Азия. Историята му се дели условно на три периода:
- предкласически (1400 – 1465): този период е преходен и отразява промените в говоримия тюркски език на чергарските народи от Средна Азия.
- класически (1465 – 1600): характеризира се с езика на първия „Диван“ (стихосбирка) на Алишер Навои, който за пръв път използва тюркски език за писане на поезия. Това е „златният век“ на литературата на чагатайски език.
- следкласически (1600 – 1921): този период се характеризира с две различни посоки на развитие на езика. От една страна в писмената форма се запазва художественият език на Навои, а от друга се засилва влиянието на отделните диалекти. Зенитът на чагатайската литература настъпва по времето на Тимур, а влиянието на езика се запазва до включването на Средна Азия в СССР.

Съвременните узбекски и уйгурски език са най-близки до чагатайския език. Туркменският език е също повлиян от чагатайския.

## Писменост
Използвала се е арабската азбука.